# Drammensbroen
 Denne artikel omhandler Drammensbroen. Opslagsordet har også en anden betydning, se Drammensbroen (bybro).
Drammensbroen er en kassebro som går over Drammenselven i Drammen, Viken fylke i Norge. Broen blev åbnet i 1975, og med sine 1.892 meter er den dermed Norges længste bro. Broen har et spænd på 60 meter og en gennemsejlingshøjde på 12 meter.

## Udvidet
Efter at Drammen i mange år har vært en flaskehals i trafikken, blev  den gamle bro udvidet i  2006, og E18 over Drammensbroen fik fire kørebaner. En ny bro blev bygget op til den gamle, på indersiden mod byen. Trafikken sydover bruger den nye bro, mens trafikken nordover får begge kørebaner på den gamle. Broen er også blevet beklædt med aluminiumsplader, som skal reflektere lyset fra floden på undersiden.
59°44′15″N 10°13′15″Ø / 59.73750°N 10.22083°Ø
- Wikimedia Commons har flere filer relateret til Drammensbroen